# Instituto Europeo de Arqueología Submarina
El Instituto Europeo de Arqueología Submarina (IEASM) (en francés: Institut Européen d’Archéologie Sous-Marine) fue fundado en 1987 como una organización francesa sin ánimo de lucro por su presidente Franck Goddio. La organización localiza, explora, excava y restaura pecios o barcos hundidos. Paralelamente, el Instituto Europeo de Arqueología Submarina fue fundado en abril de 2019 en Madrid, España.

## El Instituto
El Instituto Europeo de Arqueología Submarina coopera estrechamente con las autoridades de los países en los que trabaja y siempre bajo su control. Reúne especialistas en los campos de la arqueología,  Historia, conservación,  restauración, geofísica, geología, entre otros. Publicando sus investigaciones, estudios y resultados. Las actividades del IEASM han sido apoyadas principalmente por la Fundación Hilti desde 1996.
Tras su restauración y conservación, los objetos recuperados por el IEASM enriquecen las colecciones permanentes de los museos regionales y nacionales de los países en los que fueron descubiertos o han sido donados a instituciones de terceros países como el Museo Naval de Madrid,  Musée National des Arts Asiatiques,  Guimet de París o el Musée National de la Marine, Port-Louis (Morbihan). Además, el IEASM ha realizado exposiciones itinerantes por todo el mundo que han permitido y permiten al público en general disfrutar de sus descubrimientos.

## Excavaciones
Antes de cualquier excavación arqueológica el IEASM lleva a cabo estudios geofísicos de última generación, que son verificados durante la excavación misma. El Instituto ha desarrollado este enfoque y técnica que ha llevado a varios descubrimientos muy significativos e históricamente importantes como el descubrimiento del antiguo puerto de Alejandría o Thonis-Heracleion.

### Conservación
Las excavaciones se benefician de una unidad de conservación-restauración a bordo del barco de apoyo de la misión lo que permite que las etapas iniciales de conservación de los objetos se lleven a cabo in situ. Los tratamientos adicionales, que requieren un equipo más pesado, tienen lugar en los laboratorios locales en colaboración con las instituciones interesadas.

### Estudios
El IEASM reúne a una serie de científicos y especialistas en la materia para trabajar en las excavaciones y estudiar el material descubierto. Dichos estudios son llevados a cabo por los propios científicos que participan en las excavaciones o en su caso son confiados a otros especialistas de reconocido prestigio. En 2003 se estableció el Centro de Arqueología Marítima de Oxford (Oxford Centre for Maritime Archaeology, OCMA) en la Escuela de Arqueología de la Universidad de Oxford, y el IEASM ha hecho posible que los estudiantes de doctorado de ese centro estudien el material arqueológico descubierto durante sus misiones. 
El Instituto se adhiere a las normas de la Convención de la UNESCO sobre la protección del patrimonio cultural submarino de 2001.

## Publicaciones
Como parte de su colaboración, el Centro de Arqueología Marítima de Oxford (OCMA) se encarga de las publicaciones académicas de los resultados de las misiones del IEASM, así como de los estudios del material excavado realizados tanto por los estudiantes de doctorado como por los especialistas en la materia que trabajan para el IEASM.

### Educación, conferencias
La misión de OCMA es también enseñar arqueología marítima en licenciatura y posgrado y organizar conferencias sobre arqueología marítima. Hasta la fecha, varios estudiantes de doctorado han elaborado sus tesis doctorales basándose en el material procedente de las excavaciones del IEASM.

### Divulgación
Además la propia viabilidad de los proyectos y misiones necesita y tiene también como fin la difusión de sus resultados al público en general. Por consiguiente, el Instituto y sus asociados participan en la publicación de artículos en prensa y revistas, vídeos documentales para Internet o televisión, libros de interés general y exposiciones en diferentes ciudades del mundo, como por ejemplo las exposiciones: El Tesoro de San Diego (1994-1998), Tesoros Hundidos de Egipto (2006-2009), Cleopatra, la Búsqueda de la Última Reina de Egipto (2010-2012) y Osiris, Misterios Hundidos de Egipto (2015-2021).